# Natriumsesquicarbonat
Natriumsesquicarbonat ist eine chemische Verbindung, das Doppelsalz von Natriumhydrogencarbonat und Natriumcarbonat.

## Vorkommen
Natriumsesquicarbonat kommt natürlich in Form des Dihydrats Na2CO3·NaHCO3·2H2O als Mineral Trona vor.

## Gewinnung und Darstellung
Natriumsesquicarbonat kann durch Reaktion von Natriumhydrogencarbonat und Natriumcarbonat gewonnen werden.
Es entsteht auch bei der Erwärmung einer Lösung von Natriumhydrogencarbonat.

## Eigenschaften
Natriumsesquicarbonat ist ein weißer Feststoff, der in kleinen nadelförmigen Kristallen auftritt und in Wasser löslich ist.

## Verwendung
Natriumsesquicarbonat wird als Badesalz, zum Gerben von Leder, als Reinigungsmittel und als milde Seife für allgemeine Anwendungen verwendet.